# Monument à Martin Schongauer
Le monument à Martin Schongauer est une ancienne fontaine piédestal ornée de figures allégoriques et surmontée d'une statue, érigée en 1863 par le sculpteur français Auguste Bartholdi (1834-1904) à Colmar, dans le département français du Haut-Rhin, et désassemblée en 1958.  

## Localisation
Après son achèvement, le monument à Martin Schongauer trouve en 1863 sa place au « préau du cloître » de l'actuel musée Unterlinden où il reste jusqu'en 1958. 
L'œuvre est désassemblée en 1958 et les différents éléments sont alors dispersés en divers lieux de la ville de Colmar :
— quatre figures allégoriques (L’Orfèvrerie, La Gravure, L’Etude et La Peinture) qui ornaient la partie supérieure du piédestal ont été déposées dès 1958 au musée Bartholdi qui les conserve encore ;
— la fontaine piédestal (amputée de sa partie supérieure et mutilé) a été remontée avec ses quatre vasques devant l'église Saint-Joseph en 1983. ;
— la statue de Schongauer du sommet (privée de la fontaine piédestal) est de retour à son emplacement initial depuis 2015 après avoir séjourné dans les réserves du musée le temps de la rénovation-extension de celui-ci (2012-2015) et après avoir été exposée précédemment devant le chœur de la chapelle d'Unterlinden (1991-2012)

## Historique
Alors que les travaux d'aménagement de l'ancien couvent des dominicains en « musée Schongauer », l'actuel musée Unterlinden, sont en cours (1855-1858), la société Schongauer, fondée en 1847 passe le 4 octobre 1857 commande à Bartholdi d'un monument en mémoire du peintre et graveur Martin Schongauer (Colmar vers 1450 - Vieux-Brisach 1491). 
L'œuvre, achevée en 1860, est exposée à Paris au salon des artistes français de 1861 et érigée en 1863 au musée Schongauer (Unterlinden), dans le préau du cloître de l'ancien couvent où elle restera jusqu'à son démontage en 1958 pour y être réintroduite en 2015 après les travaux de rénovation et d'extension du musée.
Les gueules-bées ne sont appliquées qu'en 1873 et c'est seulement en 1901 que les canalisations d’adduction sont mises en place.

## Conception
Le monument était composé d'une fontaine-piédestal de style néogothique, comportant une vasque quadrilobée, quatre gueule-bées en bronze, quatre colonnettes, sur lesquelles étaient assises des figures allégoriques : Orfèvrerie, Gravure, Étude et Peinture. La statue de Schongauer, en grès rose, se trouvait à son sommet. Il fallut à Bartholdi 11 m3 de grès rose pour réaliser la fontaine-monument qui est érigée en 1863 dans le préau du cloître Unterlinden.
Les quatre statuettes anthropomorphes symbolisent le champ d’activité de l’artiste. Bartholdi donne à trois de ces figures le visage de ses amis et promoteurs du projet : Charles Goutzwiller, secrétaire de mairie et professeur de dessin (la gravure), Louis Hugot, bibliothécaire-archiviste et fondateur de la Société Schongauer (l'étude), et Léon Brièle, archiviste et passionné de peinture ancienne (la peinture) ; l'orfèvrerie est un autoportrait du sculpteur.

## Autres œuvres du sculpteur à Colmar
- Fontaine Roesselmann
- Fontaine Schwendi
- Monument Hirn
- Monument à l'amiral Bruat
- Monument au général Rapp
- Les grands Soutiens du monde
- Statue du tonnelier alsacien
- Statue du petit vigneron

## Galerie

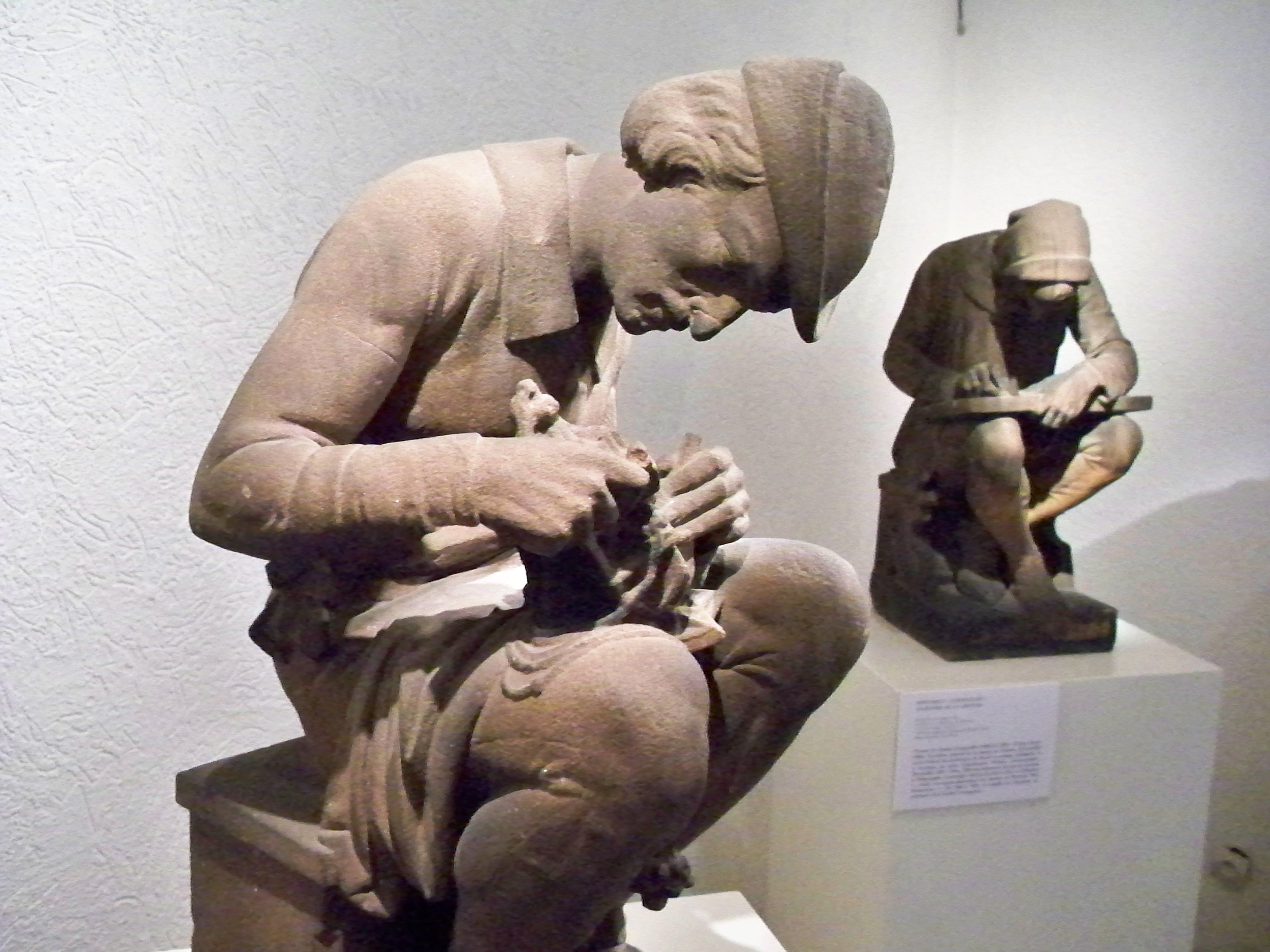
Allégories de l'orfèvrerie et de la gravure
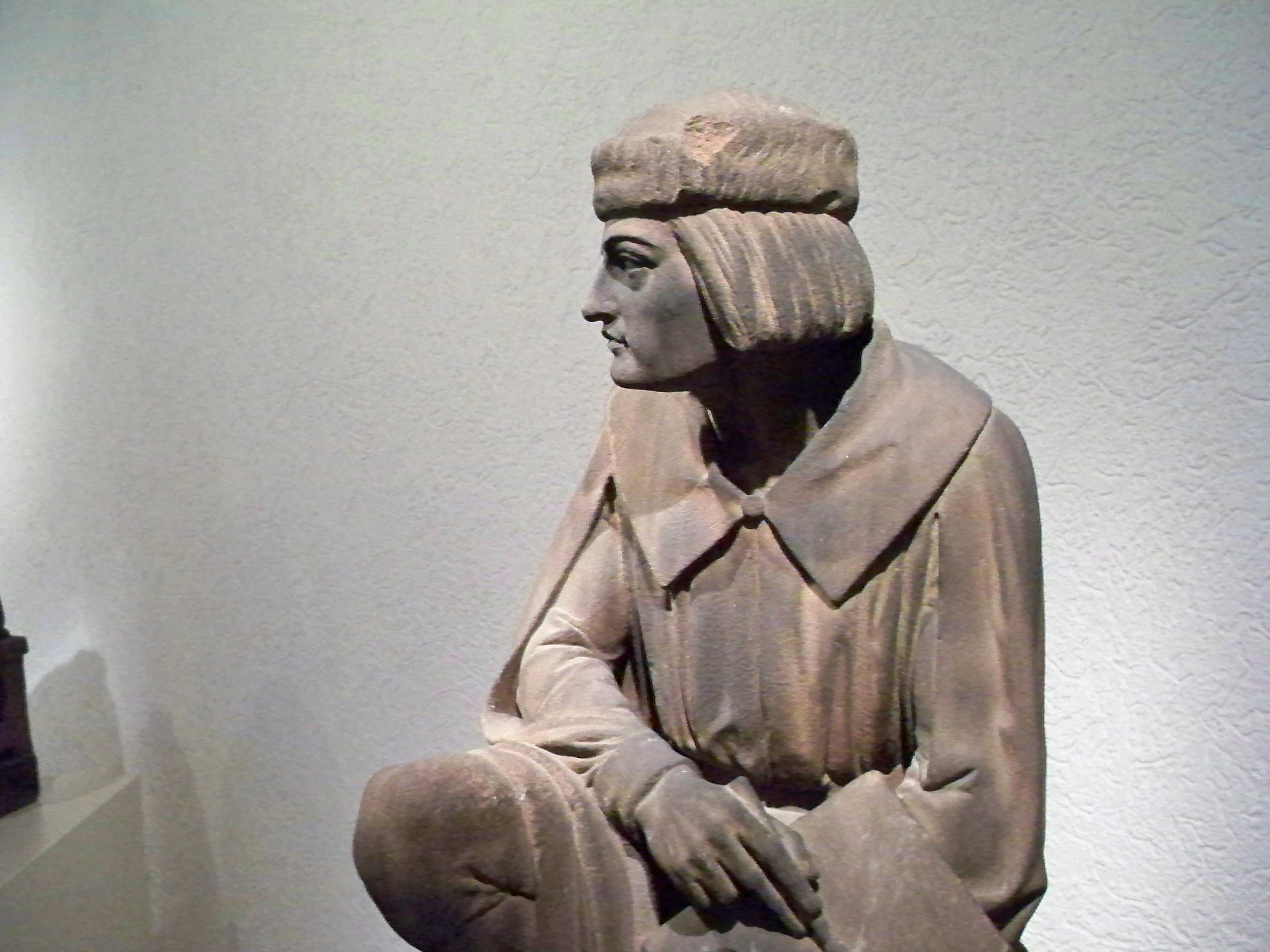
Allégorie de la peinture